# Tinodes karkii
Tinodes karkii is een schietmot uit de familie Psychomyiidae. De soort komt voor in het Oriëntaals gebied.